# 장흥군
장흥군(長興郡)은 대한민국 전라남도 남부에 있는 군이다. 탐진강이 군의 북서부를 남류하다가, 장흥읍에서 여러 지류가 합류하여 서쪽의 강진만으로 흐른다. 관산읍 신동리에는 서울 광화문에서 정남쪽으로 내려오면 도착하는 나루라는 뜻으로 정남진(正南津)이 있다. 군청 소재지는 장흥읍이고, 행정구역은 3읍 7면이다.
장흥군의 남쪽은 회진면의 회진성이 북쪽은 유치면의 수인산성이 위치한다.
전남 서남권 9개 시군 64 만 명의 식수원인 장흥댐이 있으며
불교 선종의 발상지인 천년고찰 유치면에 보림사가 있다.

## 역사
| Daedongyeojido (Gyujanggak) 19-05.jpg | Daedongyeojido (Gyujanggak) 19-04.jpg |
| Daedongyeojido (Gyujanggak) 20-04.jpg | Daedongyeojido (Gyujanggak) 20-03.jpg |

- 도수희 교수의 백제어 연구에 의하자면 마한의 막로국(莫盧國)이라고 되어있었다.
- 백제의 오차현(烏次縣)이다. 당시 치소는 지금의 관산읍이다.
- 757년 오아현(烏兒縣)으로 개칭하고 보성군의 영현이 되었다.
- 940년 정안현(定安縣)으로 개칭하고 영암군의 속현이 되었다.
- 고려 성종이 정주(定州) 또는 관산(冠山)이라는 별호를 부여하였다.
- 고려 인종이 공예왕후 임씨의 고향이라 하여 장흥부(長興府)로 승격시켰다. 영암군의 속현인 수령현(遂寧縣), 탐진현(耽津縣)과 보성군의 속현인 회령현(會寧縣), 장택현(長澤縣), 두원현(荳原縣)이 장흥의 속현이 되었다. 뒤에 도량도부곡(道良道部曲)이 도양현(道陽縣)으로 승격되어 6개 속현을 관할하였다.
- 1265년 회주목(懷州牧)으로 승격하였다.
- 1310년 전국의 목(牧)을 정리하면서 다시 장흥부로 강등되었다.
- 1379년에 왜구의 침입을 피해 능성의 속현인 철야현으로 이전하였다가, 1392년에 수령현의 중령산(中寧山)에 성을 쌓고 치소를 이전하였다.
- 1409년 전라도의 모든 속현과 향·소·부곡이 폐지되면서 장흥부의 6개 속현, 6개 향, 13개 소가 모두 폐지되었다.
- 1413년 장흥도호부가 되었다. 이듬해 성이 좁다 하여 옛 수령현의 터에 성을 쌓고 장흥의 치소로 삼았다.
- 1417년 옛 탐진현이 도강현에 편입되어 강진현이 되었다.
- 1441년 옛 두원현과 도양현이 흥양현에 편입되었다.
- 1895년 6월 23일(음력 윤5월 1일) 나주부 장흥군으로 개편하였다.[2]

군내면, 부서면, 부동면, 대흥면, 내덕면, 남상면, 남하면, 부산면, 용계면, 유치면, 부평면, 고상면, 고하면(이상 2면은 옛 장흥), 장동면, 장서면(이상 2면은 옛 장택현), 안상면, 안하면(이상 2면은 옛 안양향), 회령면(옛 회령현), 웅치면(옛 웅점소), 천포면
- 1896년 도서 지역을 신설 완도군에 편입하였다.[3]
- 1896년 8월 4일 전라남도 장흥군으로 개편하였다.[4]
- 1914년 4월 1일 천포면, 회령면, 웅치면을 보성군에 편입하였다.[5] 노력도 등 육지에 바로 인접한 일부 도서를 완도군에서 반환받았다.

| 조선총독부령 제111호 |             | |             |
| 구 행정구역 | 신 행정구역 | 신 행정구역 | 신 행정구역 |
| 군내면(郡內面) 교촌리, 하기리/상기리, 남동리 일부/객동리 일부, 남외리, 북동리/객동리 일부/남동리 일부, 순지리/(부서면) 송암리 일부, 신흥리, 예양리, 충열리 | 장흥면      | 교촌리, 기양리, 남동리, 남외리, 동동리, 순지리, 신흥리, 예양리, 충열리                                               |             |
| 부서면(府西面) 송산리/대반리/덕제리, 사안리/연동리 일부, 부흥리/성불리, 송암리 일부, 석동리/영전리/연동리 일부, 금안리/평장리 | 장흥면      | 덕제리, 사안리, 성불리, 송암리, 영전리, 평장리                                                                       |             |
| 부동면(府東面) 괘야리/건산리, 가치리/동백리, 신기리/금성리/대치리/운치리, 산정리/조산리/화산리, 상리, 우목리, 연곡리/원도리, 중리/탑동, 외평리/내평리, 당정리/해동리, 송산리/행외리/행내리 일부, 병천리/생양리/월평리/월전리 | 부동면      | 건산리, 관덕리, 금산리, 삼산리, 상리, 우목리, 원도리, 축내리, 평화리, 해당리, 행원리, 항양리                         |             |
| 용계면(龍溪面) 금장리/학한리/효자리, 용동리/용서리 일부, 유정리/지동리/심천리, 호계리 | 부산면      | 금자리, 용반리, 지천리, 호계리                                                                                       |             |
| 부산면(夫山面) 자미리/구정리/용두리, 내기리/외기리/(용계면) 홍단리/성자리, 안곡리/내동리, 춘정리/고개리/도장리/(부동면) 행내리 일부, 용동리/양촌리/유양리/(용계면) 용서리 일부 | 부산면      | 구룡리, 기동리, 내안리, 부춘리, 유량리                                                                               |             |
| 대흥면(大興面) 율지리/영보리/가옥리, 도서리/도동리, 평촌리/산정리/연평리, 산동리/연동리/오산리/연지리, 분토리, 신리, 채동리/축촌리/월정리/거정리/신기리/초당리, 내저리/옹암리, 덕촌리/잠두리/양하리, 삭금리/진목리, 회진리 | 대덕면      | 가학리, 도청리, 연정리, 연지리, 분토리, 신리, 신월리, 옹암리, 잠두리, 진목리, 회진리                                 |             |
| 내덕면(來德面) 도청리, 노력리/장산리/덕산리, 상리/중리/신덕리 | 대덕면      | 대리, 덕산리, 신상리                                                                                                 |             |
| 고상면(古上面) 회산리/남양리/송정리/수남리/중사리, 농소리/안정리/화원리, 신평리/유동리/부억리, 중산리/성자리/석남리, 와룡리/만년리/덕전리, 신촌리/옥동리/옥산리/당동리, 학교리/죽천리/죽곡리 | 고읍면      | 남송리, 농안리, 부평리, 성산리, 용전리, 옥당리, 죽교리                                                               |             |
| 고하면(古下面) 신기리/내동리/산저리/탑동리/가동, 우산리/산서리/산동리, 동송리/다동/평촌리/대평리/송현리, 사금리/동두리/신당리/염수리, 수동리/어은리/외약리, 산정리/저곡리/지북리 | 고읍면      | 방촌리, 삼산리, 송촌리, 신동리, 외동리, 지정리                                                                       |             |
| 안상면(安上面) 동계리/내기리/외기리, 장변리/고당리/월암리/여암리, 봉동리/모령리/풍암리/중산리, 동촌리/비동리, 수서리/수대리/양사리, 중흥리/운정리/상운리, 지서리/지동리 | 안양면      | 기산리, 당암리, 모령리, 비동리, 수양리, 운흥리, 지천리                                                               |             |
| 안하면(安下面) 사촌리/율산리/학송리 일부, 수락리, 수문리, 신촌리, 장수리/학송리 일부, 교동/해창리 | 안양면      | 사촌리, 수락리, 수문리, 신촌리, 학송리, 해창리                                                                       |             |
| 부평면(富平面) | 장평면      | 내동리, 녹양리, 두봉리, 복흥리, 어곡리, 임리, 진산리                                                                 |             |
| 장서면(長西面) | 장평면      | 기동리, 등촌리, 용강리, 병동리, 봉림리, 선정리, 양촌리, 우산리, 제산리, 청용리, 축내리                               |             |
| 장동면(長東面) | 장동면      | 광평리, 만년리, 반산리, 배산리, 봉동리, 북교리, 용곡리, 조양리, 하산리                                               |             |
| 남상면(南上面) 유천리/정장리/용두리/관지리, 원기리/녹동리/신흥리/부흥리, 초당리/송전리/상금리/여동리, 옹점리/어동리/어서리, 금방리/운주리/봉황리, 송치리/재흥리/사점리/월림리, 척산리/인암리/장전리/청전리, 접정리/묵촌리, 월정리/하금리 | 남상면      | 관지리, 녹원리, 상금리, 어산리, 운주리, 월송리, 인암리, 접정리, 하금리                                               |             |
| 남하면(南下面) 장내리/계산리/동백리/율리/차동/고실리, 장곶리/고마리, 원등리/덕암리/삼심포리, 모산리/포곡리, 성자리/산정리/상발리/남포리, 죽청리 일부, 두암리/풍길리/농어리, 동촌리/강정리/하발리/죽청리 일부 | 남하면      | 계산리, 고마리, 덕암리, 모산리, 상발리, 죽청리, 풍길리, 하발리                                                       |             |
| 유치면(有治面) 관동리/율치리/학송리, 금사리/늑용리/월천리, 내검리/외검리, 덕산리/월정리/돈지리, 대리/수덕리/방촌리/덕촌리, 강만리/죽동리/암천리/삼거리/소양리, 반월리/근곡리/장주리/칠인리, 어인리/덕리/봉명리/구석리/당촌리/동산리, 둔지리/송정리/강릉리/강동, 신리/월암리, 신기리/마정리, 사미리/오복리, 당산리/금성리/용문리/송림리/대삼리/내삼리/신삼리, 삼치리/발리/운월리/신덕리 일부, 상촌리/인암리/조양리/신덕리 일부 | 유치면      | 관동리, 늑용리, 단산리, 덕산리, 대리, 대천리, 반월리, 봉덕리, 송정리, 신월리, 신풍리, 오복리, 용문리, 운월리, 조양리 |             |
장흥면, 부동면, 대덕면, 고읍면, 남상면, 남하면, 안양면, 장동면, 장평면, 유치면, 부산면
- 1931년 4월 1일 고읍면을 관산면으로 개칭하였다.[6]
- 1932년 11월 1일 행정구역 개편이 있었다.[7] (9면)

| 구 행정구역                             | 신 행정구역 |
| --------------------------------------- | ----------- |
| 부동면 일원                             | 장흥면 일부 |
| 남상면 일원                             | 용산면      |
| 남하면 일원 (고마리·죽청리·하발리 제외) | 용산면      |
| 남하면 고마리·죽청리·하발리             | 관산면 일부 |
- 1940년 11월 1일 장흥면이 장흥읍으로 승격하였다.[8] (1읍 8면)
- 1973년 7월 1일 장동면 광평리를 장평면에 편입하였다.
- 1980년 12월 1일 대덕면을 대덕읍으로, 관산면을 관산읍으로 각각 승격하였다.[9] (3읍 6면)
- 1985년 10월 19일 대덕읍 회진출장소를 설치하였다.
- 1986년 4월 10일 회진출장소를 회진면으로 승격하였다. (3읍 7면)
- 2007년 1월 5일 장흥읍 우목리를 우산리로, 용산면 하금리를 금곡리로 명칭 변경[10]

## 지리
장흥군은 전라남도 남부에 위치하여 북방으로부터 동남방에 이르는 경계의 고지대로 화순군, 보성군과 경계를 이루면서 득량만이 접하고 안양, 용산, 관산, 대덕, 회진 5개 읍면은 해안선에 이어져 있어 고흥군, 완도군과 경계를 이룬다. 북부에서 서남쪽 경계는 산악지대로 영암군, 강진군과 경계를 이루고 용반들, 부산들, 한들평야등의 동북쪽의 보성강 유역과 남부의 득량만에 흐르는 크고 작은 하천 유역에 평야가 산재되어 있다.
장흥군의 산악은 노령산맥의 지맥으로 북방 유치면의 삼계봉(503.9m)을 거점으로 동남으로는 장평면의 봉미산, 벽옥산(479.2m)등에 연결되고 중앙으로는 유치면의 가지산(509.9m) 용두산, 보성군과 경계인 장흥군의 제암산(807.0m), 안양면의 사자산(666.0m) 곰치산 등에 연결되어 있다.
서남으로는 유치면의 민들고랑(479.9m), 국사봉(613.3m), 부산면의 수인산(516.2m), 용산면의 부용산(609.0m), 관산읍의 천관산(723.1m)과 양암봉(464.9m)으로 연결되어 남북 일대의 산맥을 이루고 있다.
전라남도 3대강의 하나인 탐진강은 영암군 금정산에서 발원하여 유치, 부산, 장흥에 이르기까지 대소 20개 하천이 합류되어 장흥군에서 예양(일명 금강)강이라고 하고 사인암에 이르러 영암군 월출산에서 발원한 금강천과 합류하여 강진만으로 흐른다. 강유역에서 용반, 부산, 한들 등의 비옥한 평야가 펼쳐 있어 농산물이 풍부하여 장흥의 명산물의 하나인 은어가 여름철에 서식하고 있다. 기타 대소하천은 동북쪽 장평면의 9개 하천은 보성강에 흐르고 남쪽의 남상천의 16개 하천은 득량만으로 흐르고 있다.

### 기후
| 장흥기상관측소 (장흥군 장흥읍 축내리, 해발 43.99m)의 기후 | 장흥기상관측소 (장흥군 장흥읍 축내리, 해발 43.99m)의 기후 | 장흥기상관측소 (장흥군 장흥읍 축내리, 해발 43.99m)의 기후 | 장흥기상관측소 (장흥군 장흥읍 축내리, 해발 43.99m)의 기후 | 장흥기상관측소 (장흥군 장흥읍 축내리, 해발 43.99m)의 기후 | 장흥기상관측소 (장흥군 장흥읍 축내리, 해발 43.99m)의 기후 | 장흥기상관측소 (장흥군 장흥읍 축내리, 해발 43.99m)의 기후 | 장흥기상관측소 (장흥군 장흥읍 축내리, 해발 43.99m)의 기후 | 장흥기상관측소 (장흥군 장흥읍 축내리, 해발 43.99m)의 기후 | 장흥기상관측소 (장흥군 장흥읍 축내리, 해발 43.99m)의 기후 | 장흥기상관측소 (장흥군 장흥읍 축내리, 해발 43.99m)의 기후 | 장흥기상관측소 (장흥군 장흥읍 축내리, 해발 43.99m)의 기후 | 장흥기상관측소 (장흥군 장흥읍 축내리, 해발 43.99m)의 기후 | 장흥기상관측소 (장흥군 장흥읍 축내리, 해발 43.99m)의 기후 |
| 월                                                        | 1월                                                       | 2월                                                       | 3월                                                       | 4월                                                       | 5월                                                       | 6월                                                       | 7월                                                       | 8월                                                       | 9월                                                       | 10월                                                      | 11월                                                      | 12월                                                      | 연간                                                      |
| --------------------------------------------------------- | --------------------------------------------------------- | --------------------------------------------------------- | --------------------------------------------------------- | --------------------------------------------------------- | --------------------------------------------------------- | --------------------------------------------------------- | --------------------------------------------------------- | --------------------------------------------------------- | --------------------------------------------------------- | --------------------------------------------------------- | --------------------------------------------------------- | --------------------------------------------------------- | --------------------------------------------------------- |
| 역대 최고 기온 °C (°F)                                    | 19.6 (67.3)                                               | 23.3 (73.9)                                               | 24.6 (76.3)                                               | 28.3 (82.9)                                               | 33.5 (92.3)                                               | 34.3 (93.7)                                               | 38.7 (101.7)                                              | 38.3 (100.9)                                              | 34.8 (94.6)                                               | 30.5 (86.9)                                               | 26.5 (79.7)                                               | 20.4 (68.7)                                               | 38.7 (101.7)                                              |
| 일평균 최고 기온 °C (°F)                                  | 6.5 (43.7)                                                | 8.8 (47.8)                                                | 13.4 (56.1)                                               | 19.0 (66.2)                                               | 23.6 (74.5)                                               | 26.2 (79.2)                                               | 28.9 (84.0)                                               | 30.0 (86.0)                                               | 26.9 (80.4)                                               | 22.2 (72.0)                                               | 15.5 (59.9)                                               | 8.8 (47.8)                                                | 19.2 (66.6)                                               |
| 일일 평균 기온 °C (°F)                                    | 1.0 (33.8)                                                | 2.6 (36.7)                                                | 6.8 (44.2)                                                | 12.2 (54.0)                                               | 17.3 (63.1)                                               | 21.4 (70.5)                                               | 24.9 (76.8)                                               | 25.6 (78.1)                                               | 21.2 (70.2)                                               | 15.0 (59.0)                                               | 8.7 (47.7)                                                | 2.9 (37.2)                                                | 13.3 (55.9)                                               |
| 일평균 최저 기온 °C (°F)                                  | −3.9 (25.0)                                               | −3.0 (26.6)                                               | 0.5 (32.9)                                                | 5.4 (41.7)                                                | 11.3 (52.3)                                               | 17.3 (63.1)                                               | 21.7 (71.1)                                               | 21.9 (71.4)                                               | 16.5 (61.7)                                               | 8.8 (47.8)                                                | 2.8 (37.0)                                                | −2.4 (27.7)                                               | 8.1 (46.6)                                                |
| 역대 최저 기온 °C (°F)                                    | −15.5 (4.1)                                               | −13.4 (7.9)                                               | −11.3 (11.7)                                              | −5.7 (21.7)                                               | 0.5 (32.9)                                                | 6.6 (43.9)                                                | 13.5 (56.3)                                               | 10.9 (51.6)                                               | 5.7 (42.3)                                                | −2.9 (26.8)                                               | −6.6 (20.1)                                               | −12.1 (10.2)                                              | −15.5 (4.1)                                               |
| 평균 강수량 mm (인치)                                     | 28.2 (1.11)                                               | 42.4 (1.67)                                               | 78.7 (3.10)                                               | 108.5 (4.27)                                              | 121.6 (4.79)                                              | 187.0 (7.36)                                              | 275.3 (10.84)                                             | 316.5 (12.46)                                             | 163.6 (6.44)                                              | 63.4 (2.50)                                               | 54.8 (2.16)                                               | 31.8 (1.25)                                               | 1,471.8 (57.94)                                           |
| 평균 강수일수 (≥ 0.1 mm)                                  | 7.9                                                       | 6.7                                                       | 8.5                                                       | 8.5                                                       | 9.2                                                       | 9.8                                                       | 13.9                                                      | 12.9                                                      | 8.9                                                       | 5.3                                                       | 7.6                                                       | 7.9                                                       | 107.1                                                     |
| 평균 상대 습도 (%)                                        | 67.0                                                      | 64.9                                                      | 65.3                                                      | 66.1                                                      | 70.1                                                      | 76.3                                                      | 82.7                                                      | 80.8                                                      | 77.8                                                      | 72.3                                                      | 70.9                                                      | 68.9                                                      | 71.9                                                      |
| 평균 월간 일조시간                                        | 161.7                                                     | 168.9                                                     | 197.5                                                     | 211.2                                                     | 222.0                                                     | 165.0                                                     | 141.6                                                     | 175.8                                                     | 169.0                                                     | 202.0                                                     | 165.0                                                     | 157.0                                                     | 2,136.7                                                   |
| 출처: 기상청 (평년값: 1991년~2020년, 극값: 1972년~현재)   |                                                           |                                                           |                                                           |                                                           |                                                           |                                                           |                                                           |                                                           |                                                           |                                                           |                                                           |                                                           |                                                           |

## 행정 구역

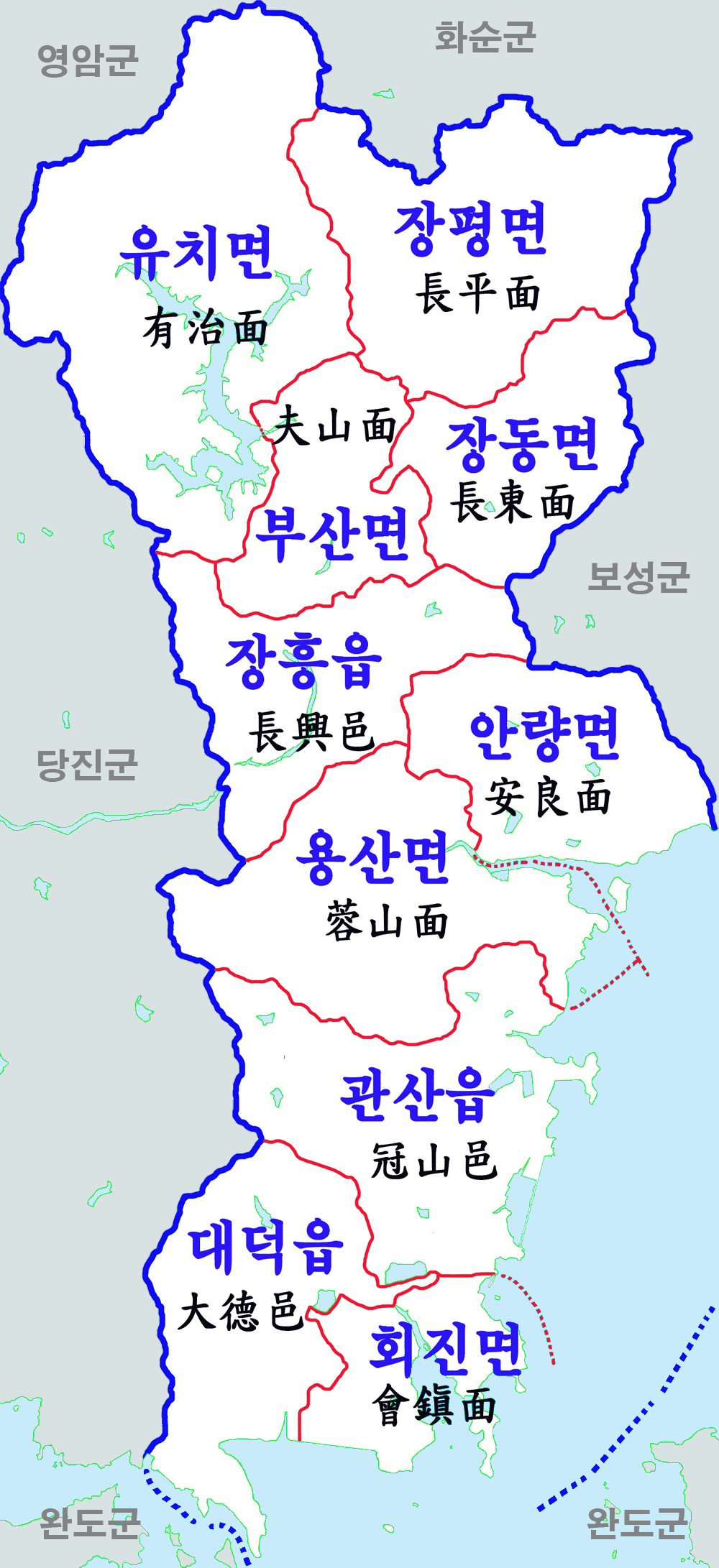
장흥군 행정구역

장흥군의 행정 구역은 3읍 7면 294개리으로 구성되어 있다. 장흥군의 면적은 618.2km2이며, 인구는 2010년 12월말을 기준으로 19,878가구, 42,394명이다.
| 읍면동 | 한자   | 세대   | 인구   | 면적   |
| ------ | ------ | ------ | ------ | ------ |
| 장흥읍 | 長興邑 | 6,629  | 15,312 | 55.91  |
| 관산읍 | 冠山邑 | 2,957  | 6,322  | 71.81  |
| 대덕읍 | 大德邑 | 2,063  | 4,307  | 58.08  |
| 용산면 | 蓉山面 | 1,315  | 2,666  | 72.34  |
| 안양면 | 安良面 | 1,676  | 3,345  | 51.15  |
| 장동면 | 長東面 | 739    | 1,490  | 44.85  |
| 장평면 | 長平面 | 1,353  | 2,563  | 77.87  |
| 유치면 | 有治面 | 694    | 1,300  | 122.17 |
| 부산면 | 夫山面 | 911    | 1,669  | 38.01  |
| 회진면 | 會鎭面 | 1,541  | 3,420  | 25.99  |
| 장흥군 | 長興郡 | 19,878 | 42,394 | 618.18 |

## 인구
장흥군의 연도별 인구 추이
| 연도   | 총인구    |  |
| ------ | --------- |  |
| 1960년 | 126,733명 |  |
| 1966년 | 144,478명 |  |
| 1970년 | 133,893명 |  |
| 1975년 | 123,924명 |  |
| 1980년 | 112,961명 |  |
| 1985년 | 89,626명  |  |
| 1990년 | 68,284명  |  |
| 1995년 | 52,209명  |  |
| 2000년 | 48,305명  |  |
| 2005년 | 40,044명  |  |
| 2010년 | 35,763명  |  |

## 관광
- 정남진
- 소등섬
- 우드랜드
- 하늘빛수목원
- 천관산 도립공원

### 축제
- 장흥정남진물축제
- 정남진 전국 마라톤 대회
- 제암산 철쭉제
- 정남진장흥 키조개 축제
- 선학동 메밀꽃축제
- 천관산 억새제
- 장흥표고버섯축제

## FM 라디오 주파수 방송 목록
- 88.3 - 전주KBS 제1라디오 (구례 노고단)
- 89.1 - 목포MBC 표준FM (해남 대둔산)
- 89.7 - BBS 광주불교방송 (광주 무등산)
- 90.5 - 광주KBS 제1라디오 (광주 무등산)
- 91.5 - 광주MBC FM4U (광주 무등산)
- 92.3 - 광주KBS 클래식FM (광주 무등산)
- 93.1 - febc 광주극동방송 (광주 무등산)
- 93.9 - 광주MBC 표준FM (광주 무등산)
- 94.7 - 남도국악방송 (해남 대둔산)
- 95.1 - 광주MBC FM4U (구례 노고단)
- 95.5 - 광주KBS 제2라디오 해피FM (광주 무등산)
- 96.1 - 광주KBS 제1라디오 (장흥)
- 96.5 - KFN 라디오 (광주 무등산)
- 97.3 - TBN 광주교통방송 (광주 무등산)
- 98.1 - 광주CBS 음악FM (광주 무등산)
- 98.3 - 목포KBS 클래식FM (목포 양을산)
- 98.7 - GGN 글로벌광주방송 (광주 무등산)
- 99.3 - 광주국악방송 (광주 무등산)
- 99.9 - cpbc 광주가톨릭평화방송 (광주 무등산)
- 100.5 - febc 목포극동방송 (목포 양을산)
- 101.1 - 광주kbc 마이FM (광주 무등산)
- 101.7 - 전주MBC 표준FM (구례 노고단)
- 102.3 - 목포MBC FM4U (목포 양을산)
- 103.1 - 광주CBS 표준FM (광주 무등산)
- 104.1 - EBS 라디오 (해남 대둔산)
- 104.5 - 전주KBS 클래식FM (구례 노고단)
- 105.3 - EBS 라디오 (광주 무등산)
- 105.9 - 목포KBS 제1라디오 (해남 대둔산)
- 106.7 - EBS 라디오 (목포 양을산)
- 106.9 - EBS 라디오 (장흥)
- 107.5 - EBS 라디오 (구례 노고단)
- 107.9 - WBS 광주원음방송 (광주 무등산)

## 자매 도시
- 대한민국 서울특별시 동작구
- 대한민국 서울특별시 서대문구
- 대한민국 부산광역시 영도구
- 대한민국 인천광역시 서구
- 대한민국 경기도 성남시
- 대한민국 제주특별자치도 서귀포시
- 중국 저장성 자싱 시 하이옌 현 (자싱 시)
- 중국 저장성 후저우 시 창싱 현
- 중국 허베이성 친황다오 시
- 미국 워싱턴주 듀발

## 같이 보기
- 치타슬로